# MIAMI VICE THE GAME
『MIAMI VICE THE GAME』（マイアミバイス）は、2006年8月にヴィヴェンディユニバーサルゲームス・ジャパンが発売したPlayStation Portable用のアクションアドベンチャーである。このゲームは実写映画『マイアミ・バイス』が基になっており、ソニー・クロケットはコリン・ファレルに、リカルド・タブスはジェイミー・フォックスにそれぞれ似ている部分があった。 

## 概要
『マイアミ･バイス』とは'80年代に一世を風靡した北米の刑事ドラマ。マイアミの凶悪犯罪に挑む潜入捜査官の活躍が描かれていた。また現代を舞台にした劇場版が2006年に日本全国で公開した。また、ゲーム版は映画版と内容が異なっている。

## 登場人物
タブス
クロケット
フレディ
サングレネグラ

## ゲームシステム
- シングルプレイ

- マルチプレイ